# Krzysztof Filipow
Krzysztof Stanisław Filipow (ur. 3 listopada 1956 w Białymstoku) – polski historyk specjalizujący się w historii powszechnej i Polski XIX-XX wieku, historii wojskowości, źródłoznawstwie i falerystyce. Profesor nadzwyczajny Uniwersytetu w Białymstoku i Wyższej Szkoły Ekonomicznej w Białymstoku. Jeden z założycieli i były członek Polskiego Towarzystwa Heraldycznego. Wiceprezes Polskiego Towarzystwa Numizmatycznego i były dyrektor Muzeum Wojska w Białymstoku. Od 2012 redaktor naczelny czasopisma naukowego Studia i Materiały do Historii Wojskowości. Kolekcjoner militariów.
W 2007 za wzorowe, wyjątkowo sumienne wykonywanie obowiązków wynikających z pracy zawodowej został odznaczony Srebrnym Krzyżem Zasługi.

## Wybrane publikacje książkowe

### Historia wojskowości
- Passerby, tell Poland ... Narvik, Tobruk, Monte Cassino, Falaise (1991)
- Przechodniu powiedz Polsce ... Narvik – Tobruk – Monte Cassino – Falaise, (1991)
- Helsinki 31.V.-6.VI.1988 (1991)
- Kawaleria (1992)
- "Dziesiątacy" z Białegostoku. 10 Pułk Ułanów Litewskich (wspólnie z: Adam Dobroński, 1992)
- "Dzieci Białostockie". 42 pułk piechoty im. gen. Jana Henryka Dąbrowskiego (współautor z: Adam Dobroński, 1993, 1996)
- Generał Nikodem Sulik (Kamienna Stara 1893 – Londyn 1954) (1996)
- Strzelcy kresowi z Zambrowa: 71 Pułk Piechoty (wspólnie z: Adam Dobroński, 1996)
- Arcybiskup generał brygady Sawa (Jerzy Sowietow): wybór dokumentów (wspólnie z: Andrzej Suchcitz, 1997)
- Legiony to... Szkice z dziejów Legionów Polskich (wspólnie z: Michał Klimecki)
- Wojny bałkańskie 1912-1913 roku (wspólnie z: Antoni Giza, 2002)
- Białystok wyzwolony – 1919 (2003)

### Falerystyka
- Order Virtuti Militari 1792-1945 (1990)
- Order Virtuti Militari (1992)
- Odznaki pamiątkowe Wojska Polskiego 1921-1939 – piechota (1995)
- Order Orła Białego (1995)
- Krzyż i Medal Niepodległości (1998)
- Falerystyka polska XVII-XIX wieku (2003)
- Order Orła Białego 1705-2005 (2006)
- Order Świętego Stanisława (2009)
- Znak honorowy za długoletnią i nieskazitelną służbę wojskową i cywilną (2010)
- Order Virtuti Militari (2013)

### Numizmatyka
Materiały z Międzynarodowych Konferencji Numizmatycznych (redakcja)
1. 1996: Białoruś, Litwa, Polska, Ukraina – wspólne dzieje pieniądza
2. 1997: Rozwój muzealnictwa i kolekcjonerstwa numizmatycznego dawniej i dziś na Białorusi, Litwie, w Polsce i Ukrainie
3. 1998: Mennice między Bałtykiem a Morzem Czarnym – wspólnota Dziejów
4. 2000: Pieniądz pamiątkowy i okolicznościowy – wspólnota dziejów: Białoruś, Litwa, Łotwa, Polska, Ukraina
5. 2002: Pieniądz i banki – wspólnota dziejów (tezauryzacja, obieg pieniężny, bankowość): Białoruś, Litwa, Łotwa, Polska, Słowacja, Ukraina
6. 2004: Pieniądz i wojna: Białoruś, Litwa, Łotwa, Polska, Słowacja, Ukraina
7. 2006: Psucie pieniądza w Europie Środkowo-Wschodniej od antyku po czasy współczesne: Białoruś, Litwa, Łotwa, Polska, Słowacja, Ukraina
8. 2008: Pieniądz, kapitał, praca, wspólne dziedzictwo Europy: Białoruś, Litwa, Łotwa, Polska, Rosja, Słowacja, Ukraina
9. 2010: Pieniądz, symbol, władza, wojna – wspólne dziedzictwo Europy : studia i materiały : Białoruś, Estonia, Litwa, Łotwa, Polska, Rosja, Rumunia, Słowacja, Ukraina